# Arnoldus de Fine
Arnoldus de Fine, søn af kapelmester Arnold de Fine, var en dansk kongelig musiker hos Christian IV.

## Liv og gerning
Han blev opdraget i Christian IV’s kapel og blev i 1603 ansat som kgl. instrumentist. I 1620 fik han et vikariat i Roskilde. Han afgik fra tjenesten omkring 1628.